# Уйсьце (місто)
У́йсьце (пол. Ujście, нім. Usch) — місто в північно-західній Польщі, на річці Нотець.

## Демографія
Демографічна структура станом на 31 березня 2011 року:
|          | Загалом | Допрацездатний вік | Працездатний вік | Постпрацездатний вік |
| -------- | ------- | ------------------ | ---------------- | -------------------- |
| Чоловіки | 1911    | 401                | 1334             | 176                  |
| Жінки    | 1984    | 367                | 1183             | 434                  |
| Разом    | 3895    | 768                | 2517             | 610                  |